# سان کوستانتینو آلبانزه
سان کوستانتینو آلبانزه (به ایتالیایی: San Costantino Albanese) یک کومونه در ایتالیا است که در استان پوتنزا واقع شده‌است. سان کوستانتینو آلبانزه ۳۷ کیلومتر مربع مساحت و ۷۳۸ نفر جمعیت دارد و ۶۵۰ متر بالاتر از سطح دریا واقع شده‌است.